# 泽西近剑水蚤
泽西近剑水蚤（学名：Tropocyclops jerseyensis）为剑水蚤科近剑水蚤属的动物。分布于北美以及中国大陆的广东、湖南、浙江、江苏等地，一般栖息于小型水域内。